# Selbstbildnis (Cornelis Pietersz. Bega)
Das Selbstbildnis des Cornelis Bega ist eine Ölskizze auf Papier von 1649/50 und ist nur teilweise vollendet. Das 187 Millimeter hohe und 172 Millimeter breite Bild zeigt das Porträt des Künstlers im Halbprofil. Das Blatt befindet sich heute in Privatbesitz.

## Bildbeschreibung
Während das Gesicht und die Haare in Farbe vollständig ausgeführt sind, ist die Kopfbedeckung lediglich in brauner Farbe angedeutet. Das Gesicht ist leicht aus der Frontalansicht gedreht, die rechte Seite liegt im Schatten, der Blick richtet sich gegen den Betrachter. In der rechten unteren Hälfte steht die Inschrift „Dir es Het Conterfeijsel van Kornelis Begga van Hem geschildert“ [Dies ist das Konterfei von kornelis Begga von Ihm gemalt].

## Provenienz
Die Herkunftsgeschichte der Skizze ist ungewöhnlich. Die Provenienz ist von Ute Haug und Clemens Toussaint detailliert dargelegt worden. Der früheste bekannte Besitzer des Blattes war Adriaan van der Willigen in Haarlem (1810–1876), Arzt, Sammler und Archivforscher. 1870 wurde die Ölskizze bei Frederik Muller in Amsterdam versteigert und taucht bei dem späteren Besitzer des Auktionshauses Anton W.M. Mensing (1866–1936) auf. Nach dessen Tod wird seine Sammlung versteigert und das Selbstbildnis Begas von dem Kunsthändler Jacques Goudstikker erworben. Goudstikker überlässt sein Inventar bei seiner Flucht vor dem NS-Regime in den Händen von A.A. ten Broek, der im Juli 1940 die Rechte an allen Kunstgegenständen, die zum Handelsinventar der NV Goudstikker gehörten, an Reichsmarschall Hermann Göring veräußerte. Göring verkauft das Selbstbildnis weiter an Alois Miedl in Amsterdam und dieser wiederum an das Ehepaar von Flotow aus Hamburg. Im November 1940 kauft die Hamburger Verwaltung für Kunst- und Kulturangelegenheiten die Skizze an und deponiert sie anschließend bei der Kunsthalle, wo diese 1990 inventarisiert wird. Nach einer eingehenden Provenienzforschungen konnte die Skizze Marei von Saher, der Erbberechtigten Jacques Goudstikkers, zurückgegeben werden.